# Helena Tannure
Helena Souza Gonçalves Tannure (Belo Horizonte, 27 de junho de 1968) é uma cantora, pastora, dubladora,  atriz, apresentadora e ex-integrante da banda brasileira Diante do Trono.
Convertendo-se ao protestantismo em 1983, foi convidada à ingressar ao grupo Diante do Trono, após a gravação do primeiro disco, sendo vocal de apoio da banda até 2010, no disco Aleluia. Como vocal de apoio, também trabalhou com outros conjuntos e artistas, como no disco Rasgue os céus e desce, de Antônio Cirilo (Santa Geração).

## Audiovisual
Helena Tannure também é apresentadora, atriz, dubladora, criativa, durante anos ficou a frente de grandes sucessos cristãos conhecidos nacionalmente e internacionalmente.
| TÍTULO                             | PERSONAGEM / FUNÇÃO                      | ONDE       |
| ---------------------------------- | ---------------------------------------- | ---------- |
| Diante do Trono                    | Apresentadora                            | Rede Super |
| Crianças Diante do Trono           | Personagem Bia                           | DVD        |
| Sempre Feliz                       | Apresentadora                            | Rede Super |
| Chá das Quatro                     | Apresentadora                            | Rede Super |
| Club 700                           | Apresentadora                            | Rede Super |
| Na hora H                          | Quadro Programa De Tudo um Pouco         | Rede Super |
| Bate Papo                          | Apresentadora                            | Rede Super |
| Casados e Felizes                  | Ela Mesma                                | DVD        |
| Só Para Mulheres e Homens Curiosos | Bebel / Carol / Laura / Rose / Ela Mesma | DVD        |